# Marie Mansart
Pour les articles homonymes, voir Mansart.
Jacqueline Mairetet, dite Marie Mansart, est une actrice française, née le 5 mars 1925 à Dijon et morte le 12 janvier 2012 à Ivry-sur-Seine.

## Biographie

### Enfance
Jacqueline Mauricette Mairetet est la fille de l'ingénieur Louis Maurice Albert Mairetet, chevalier de la Légion d'honneur, Croix de guerre et de Lucie Lernaud. Ils sont domiciliés au n°32 de la rue de l'Egalité à Dijon. Elle est étudiante au lycée de jeunes filles de la ville lorsque celui-si est dirigé par Marcelle Pardé.

### Formation
Elève au Conservatoire de Dijon, elle reçoit le second prix de Comédie lors du concours du 3 juillet 1946 et a pour professeur monsieur Borel. L'année suivante, elle retente le concours et est récompensée du 1er prix dans la même catégorie en interprétant Zanetto de la comédie Le passant de François Coppée.

### Carrière
Elève aux Cours Simon, elle fait sa première apparition au cinéma dans le film Aux yeux du souvenir de Jean Delannoy en 1948 avant d'être dirigée par Christian-Jaque dans Barbe-Bleue puis par Yves Allégret dans Nez de cuir en 1951.
Entre temps le 04 mars 1950, elle retourne dans sa ville natale pour participer à la grande veillée de la Toison d'or. Elle y récitera des poèmes bourguignons et interprètera un acte inédit intitulé "Et la vie continue", écrit par le professeur de littérature de la faculté de Lettres de la ville Pierre Trahard.
En 1952, elle fait partie des cinq finalistes sélectionnées par Orson Welles pour son projet de film sur Salomé. Le projet n'aboutira pas et sera finalement repris par William Dieterle avec Rita Hayworth dans le rôle principale. Elle se redirigera alors vers le théâtre pour interpréter, à Dijon puis Paris, le personnage de Marie Touchet dans la pièce de René-Louis Dumas Aux jardins de Ronsard, récompensée du Prix Paul-Hervieu. 
Elle prend comme nom de scène Marie Mansart et joue son premier rôle en 1953 dans La neige était sale de Luis Saslavsky, film qui fera polémique au nom des principes moraux mais quelle viendra soutenir au cinema l'A.B.C. lors de la première dijonnaise. Elle se fera remarquer également l'année suivante dans le Le Grand Pavois de Jack Pinoteau.
Elle jouera ensuite à deux fois sous la direction du réalisateur Sacha Guitry pour les films historiques Si Versailles m'était conté... et Napoléon.
Sa première apparition à la télévision sera sous les traits de la reine Marie-Antoinette en 1956, dans l'épisode L'Homme au masque de fer réalisé par Stellio Lorenzi pour la série Énigmes de l'histoire.
Ses rôles au cinéma se feront ensuite plus rares avec des rôles secondaires comme celui de madame Roc dans le film Les Deux Anglaises et le Continent de François Truffaut en 1971 ou celui de Jacqueline dans Mado de Claude Sautet en 1976.

## Vie privée
Le 18 juillet 1947, Jacqueline épouse à Dijon Henri Marcel Jassin, ingénieur des télécommunications.

## Filmographie

### Cinéma

#### Longs métrages
- 1948 : Aux yeux du souvenir de Jean Delannoy
- 1951 : Barbe-Bleue de Christian-Jaque
- 1951 : Nez de cuir d'Yves Allégret
- 1953 : La neige était sale de Luis Saslavsky : Suzy Holtz
- 1954 : Le Grand Pavois de Jack Pinoteau : Simone Favrel
- 1954 : Si Versailles m'était conté... de Sacha Guitry : Mme de Kerlor
- 1955 : Napoléon de Sacha Guitry : Mme Bertrand
- 1959 : Recours en grâce de László Benedek : Mademoiselle berthe - l'institutrice
- 1961 : Le Président de Henri Verneuil
- 1961 : Quai Notre-Dame de Jacques Berthier
- 1965 : Les Baratineurs de Francis Rigaud
- 1971 : La Famille de Yvan Lagrange[15]
- 1971 : Les Deux Anglaises et le Continent de François Truffaut : Mme Roc
- 1976 : Mado de Claude Sautet : Jacqueline
- 1980 : Dedicatoria de Jaime Chávarri : Josefina

#### Courts métrages
- 1953 : Le coeur frivole ou La galante comédie de Pierre Gaspard-Huit (Narratrice)
- 1958 : Écrire en images de Jean Mitry[16]
- 1964 : Un tout autre visage de Michel Lang : La femme
- 1973 : La Soirée du baron Swenbeck de Hubert Niogret[17]

### Télévision

#### Séries télévisées
- 1956 : Énigmes de l'histoire, épisode n°4 L'Homme au masque de fer de Stellio Lorenzi : la reine Marie-Antoinette
- 1962 : L'inspecteur Leclerc enquête, épisode n°19 Mortellement vôtre d'Émile Roussel : Louisette
- 1969 : Café du square de Louis Daquin, épisode n°3 et n°8 : Mme Guyon
- 1976 : Cinéma 16, épisode n°8 Le Temps d'un regard de Boramy Tioulong : Mme Calvagnac
- 1978 : Les Brigades du Tigre de Victor Vicas, épisode n°1 Le village maudit de la saison 4 : Mme de Castro
- 1982 : Les Cinq Dernières Minutes, épisode n°27 Impasse des brouillards de Claude Loursais de la saison 3 : Mme Gaucher

#### Téléfilms
- 1959 : Le Chandelier de Bernard Roland
- 1962 : Le Prince travesti de Claude Dagues, adaptation de la pièce de Marivaux
- 1974 : Quai de l'étrangleur de Boramy Tioulong : Irma Rochet

## Spectacles

### Théâtre
- 1947 : Le passant de François Coppée à Dijon ː Zenatto (1er prix conservatoire de Dijon).
- 1950 : Et la vie continue de Pierre Trahard à Dijon
- 1952 : Aux jardins de Ronsard de René-Louis Dumas (Prix Paul-Hervieu) à Dijon puis Paris[18] : Marie Touchet.
- 1974 : Thorgenthan ou le Monde en questions de René Aubert, avec Jean-Marie Fertey et mise en scène par Jean-Jacques Aslanian au Théâtre de Plaisance[19]
- 1978 : Vous ne l'emporterez pas avec vous, pièce écrite par Moss Hart, George S. Kaufman et Claude Sainval, mise en scène par Jean-Luc Moreau au Théâtre Marigny, réalisée par Pierre Sabbagh et diffusée dans l'émission Au théâtre ce soir.

## Discographie

### Livre audio
- 1959 : La forteresse (roman policier) de Noël Calef, maison de disques Festival, disque n°4 de la collection La Clé du Mystère avec Jacques Berthier et Jean-Jacques Delbo[20]

## Distinctions

### Récompenses
Au Conservatoire de Dijon ː
- En 1946 : 2ème Prix de Comédie (classe de monsieur Borel)[4]

- En 1947 : 1er Prix de Comédie (classe de monsieur Borel)[5]

Au 5ème Référendum Cinématographique de Vichy :
- En 1953 : Prix d'honneur à une jeune comédienne pour Le Grand Pavois[21]